# THE IDOLM@STER CINDERELLA GIRLS STARLIGHT MASTER R/LOCK ON!
『THE IDOLM@STER CINDERELLA GIRLS STARLIGHT MASTER R/LOCK ON!』（アイドルマスター シンデレラガールズ スターライトマスター ロックオン）は、2022年1月12日から日本コロムビアよりリリースされているCDシリーズ。

## 概要
『アイドルマスター シンデレラガールズ スターライトステージ』用に作成された楽曲のロングバージョンを収録したCDシングルシリーズ第4弾。
表題曲のロングバージョンであるM@STER VERSIONと、各歌唱者によるソロリミックスおよびカラオケ、ボーナストラックとしてGAME VERSIONが収録されている。また、ソロ新曲やゲーム内で使用されたカバー曲のフルバージョンが収録される場合もある。表題曲を歌っているユニットには、ゲーム中ではユニット名がついている場合があるが、CDには表記されていない。
2022年12月28日からは新CDシリーズとして、『THE IDOLM@STER CINDERELLA GIRLS STARLIGHT MASTER PLATINUM NUMBER』が展開されたが、その後も本CDシリーズは2023年6月14日発売の第17弾まで継続していた。またこれに先立つ2022年12月7日には、その時点で未発売だった「メモリーブロッサム」から「廻談詣り」までのフルバージョンの先行配信が開始された。
このCDが初収録となる曲は太字で、カバー曲は斜体で表記する。

## 01 星環世界
2022年1月12日発売。2021年8月30日にゲーム内で配信された『スターライトステージ』6周年記念楽曲「星環世界」のM@STER VERSIONとソロ・リミックスを収録したシングル。
収録曲
1. 星環世界（M@STER VERSION）
歌：砂塚あきら（富田美憂）、速水奏（飯田友子）、高垣楓（早見沙織）、緒方智絵里（大空直美）、喜多日菜子（深川芹亜）、宮本フレデリカ（髙野麻美）、相葉夕美（木村珠莉）、中野有香（下地紫野）、片桐早苗（和氣あず未）
作詞：八城雄太、作曲・編曲：BNSI（ミフメイ）
2. 星環世界（M@STER VERSION）砂塚あきらソロ・リミックス
歌：砂塚あきら（富田美憂）
3. 星環世界（M@STER VERSION）速水奏ソロ・リミックス
歌：速水奏（飯田友子）
4. 星環世界（M@STER VERSION）高垣楓ソロ・リミックス
歌：高垣楓（早見沙織）
5. 星環世界（M@STER VERSION）緒方智絵里ソロ・リミックス
歌：緒方智絵里（大空直美）
6. 星環世界（M@STER VERSION）喜多日菜子ソロ・リミックス
歌：喜多日菜子（深川芹亜）
7. 星環世界（M@STER VERSION）宮本フレデリカソロ・リミックス
歌：宮本フレデリカ（髙野麻美）
8. 星環世界（M@STER VERSION）相葉夕美ソロ・リミックス
歌：相葉夕美（木村珠莉）
9. 星環世界（M@STER VERSION）中野有香ソロ・リミックス
歌：中野有香（下地紫野）
10. 星環世界（M@STER VERSION）片桐早苗ソロ・リミックス
歌：片桐早苗（和氣あず未）
11. 星環世界（M@STER VERSION）オリジナル・カラオケ
12. 星環世界（GAME VERSION）
歌：砂塚あきら（富田美憂）、速水奏（飯田友子）、高垣楓（早見沙織）、緒方智絵里（大空直美）、喜多日菜子（深川芹亜）、宮本フレデリカ（髙野麻美）、相葉夕美（木村珠莉）、中野有香（下地紫野）、片桐早苗（和氣あず未）

## 02 Drastic Melody
2022年2月16日発売。2021年9月17日にゲーム内で配信された『スターライトステージ』用新曲「Drastic Melody」のM@STER VERSIONとソロ曲1曲を収録したシングル。
収録曲
1. Drastic Melody（M@STER VERSION）
歌：渋谷凛（福原綾香）、白雪千夜（関口理咲）、松永涼（千菅春香）
作詞・作曲・編曲：R・O・N
  - ゲーム中でのユニット名は「Sirius Chord」（シリウスコード）。

2. Myself
歌：松永涼（千菅春香）
作詞・作曲・編曲：馬渕直純
3. Drastic Melody（M@STER VERSION）オリジナル・カラオケ
4. Myself オリジナル・カラオケ
5. Drastic Melody（M@STER VERSION）渋谷凛ソロ・リミックス
歌：渋谷凛（福原綾香）
6. Drastic Melody（M@STER VERSION）白雪千夜ソロ・リミックス
歌：白雪千夜（関口理咲）
7. Drastic Melody（M@STER VERSION）松永涼ソロ・リミックス
歌：松永涼（千菅春香）
8. Drastic Melody（GAME VERSION）
歌：渋谷凛（福原綾香）、白雪千夜（関口理咲）、松永涼（千菅春香）

## 03 かぼちゃ姫
2022年3月16日発売。2021年10月2・3日に西日本総合展示場新館で開催された「THE IDOLM@STER CINDERELLA GIRLS 10th ANNIVERSARY M@GICAL WONDERLAND TOUR!!! MerryMaerchen Land」のテーマ曲「かぼちゃ姫」のM@STER VERSIONとソロ曲1曲を収録したシングル。
収録曲
1. かぼちゃ姫（M@STER VERSION）
歌：白坂小梅（桜咲千依）、久川凪（立花日菜）、関裕美（会沢紗弥）、森久保乃々（高橋花林）、椎名法子（都丸ちよ）
作詞・作曲：ササキトモコ、編曲：坪田修平（TRYTONELABO）
2. 純情接近STORY
歌：島村卯月（大橋彩香）
作詞：森由里子、作曲・編曲：神前暁（MONACA）、編曲：オリバー・グッド（MONACA）
3. かぼちゃ姫（M@STER VERSION）オリジナル・カラオケ
4. 純情接近STORY オリジナル・カラオケ
5. かぼちゃ姫（M@STER VERSION）白坂小梅ソロ・リミックス
歌：白坂小梅（桜咲千依）
6. かぼちゃ姫（M@STER VERSION）久川凪ソロ・リミックス
歌：久川凪（立花日菜）
7. かぼちゃ姫（M@STER VERSION）関裕美ソロ・リミックス
歌：関裕美（会沢紗弥）
8. かぼちゃ姫（M@STER VERSION）森久保乃々ソロ・リミックス
歌：森久保乃々（高橋花林）
9. かぼちゃ姫（M@STER VERSION）椎名法子ソロ・リミックス
歌：椎名法子（都丸ちよ）
10. かぼちゃ姫（GAME VERSION）
歌：白坂小梅（桜咲千依）、久川凪（立花日菜）、関裕美（会沢紗弥）、森久保乃々（高橋花林）、椎名法子（都丸ちよ）

## 04 堕ちる果実
2022年4月20日発売。2021年10月30日にゲーム内で配信された『スターライトステージ』用新曲「堕ちる果実」のM@STER VERSIONとソロ曲1曲を収録したシングル。
収録曲
1. 堕ちる果実（M@STER VERSION）
歌：神崎蘭子（内田真礼）、黒埼ちとせ（佐倉薫）
作詞：只野菜摘、作曲・編曲：広川恵一（MONACA）
  - ゲーム中でのユニット名は「Fortuna Regina」（フォルトゥナ・レジーナ）。

2. Reflective illumination night
歌：渋谷凛（福原綾香）
作詞：baker、作曲・編曲：篠崎あやと
3. 堕ちる果実（M@STER VERSION）オリジナル・カラオケ
4. Reflective illumination night オリジナル・カラオケ
5. 堕ちる果実（M@STER VERSION）神崎蘭子ソロ・リミックス
歌：神崎蘭子（内田真礼）
6. 堕ちる果実（M@STER VERSION）黒埼ちとせソロ・リミックス
歌：黒埼ちとせ（佐倉薫）
7. 堕ちる果実（GAME VERSION）
歌：神崎蘭子（内田真礼）、黒埼ちとせ（佐倉薫）

## 05 トロピカルガール
2022年5月25日発売。同年1月29・30日にて開催された「THE IDOLM@STER CINDERELLA GIRLS 10th ANNIVERSARY M@GICAL WONDERLAND TOUR!!! Tropical Land」のテーマ曲「トロピカルガール」のM@STER VERSIONとカバー曲1曲を収録したシングル。
収録曲
1. トロピカルガール（M@STER VERSION）
歌：夢見りあむ（星希成奏）、乙倉悠貴（中島由貴）、姫川友紀（杜野まこ）、三村かな子（大坪由佳）、難波笑美（伊達朱里紗）
作詞：磯谷佳江、作曲・編曲：小野貴光
2. 徒花ネクロマンシー
歌：辻野あかり（梅澤めぐ）、星輝子（松田颯水）、木村夏樹（安野希世乃）、小日向美穂（津田美波）、関裕美（会沢紗弥）
作詞：古屋真、作曲：加藤裕介、カバーアレンジ：坪田修平（TRYTONELABO）
オリジナルアーティスト：フランシュシュ
3. トロピカルガール（M@STER VERSION）オリジナル・カラオケ
4. トロピカルガール（M@STER VERSION）夢見りあむソロ・リミックス
歌：夢見りあむ（星希成奏）
5. トロピカルガール（M@STER VERSION）乙倉悠貴ソロ・リミックス
歌：乙倉悠貴（中島由貴）
6. トロピカルガール（M@STER VERSION）姫川友紀ソロ・リミックス
歌：姫川友紀（杜野まこ）
7. トロピカルガール（M@STER VERSION）三村かな子ソロ・リミックス
歌：三村かな子（大坪由佳）
8. トロピカルガール（M@STER VERSION）難波笑美ソロ・リミックス
歌：難波笑美（伊達朱里紗）
9. トロピカルガール（GAME VERSION）
歌：夢見りあむ（星希成奏）、乙倉悠貴（中島由貴）、姫川友紀（杜野まこ）、三村かな子（大坪由佳）、難波笑美（伊達朱里紗）

## 06 Demolish
2022年6月29日発売。同年2月17日にゲーム内で配信された『スターライトステージ』用新曲「Demolish」のM@STER VERSIONとカバー曲2曲を収録したシングル。
収録曲
1. Demolish（M@STER VERSION）
歌：本田未央（原紗友里）、ナターリア（生田輝）、結城晴（小市眞琴）
作詞：只野菜摘、作曲・編曲：田中秀和
  - ゲーム中でのユニット名は「Threat Sign」（スレット・サイン）。

2. 大河よ共に泣いてくれ
歌：白坂小梅（桜咲千依）、松永涼（千菅春香）
作詞：古屋真、作曲：加藤裕介、カバーアレンジ：TAKT（TRYTONELABO）
オリジナルアーティスト：フランシュシュ
3. REVENGE
歌：早坂美玲（朝井彩加）
作詞：古屋真、作曲：浅利進吾、カバーアレンジ：大岩航（TRYTONELABO）
オリジナルアーティスト：フランシュシュ
4. Demolish（M@STER VERSION）オリジナル・カラオケ
5. Demolish（M@STER VERSION）本田未央ソロ・リミックス
歌：本田未央（原紗友里）
6. Demolish（M@STER VERSION）ナターリアソロ・リミックス
歌：ナターリア（生田輝）
7. Demolish（M@STER VERSION）結城晴ソロ・リミックス
歌：結城晴（小市眞琴）
8. Demolish（GAME VERSION）
歌：本田未央（原紗友里）、ナターリア（生田輝）、結城晴（小市眞琴）

## 07 ストリート・ランウェイ
2022年8月3日発売。当初は7月20日発売予定だった。同年2月27日にゲーム内で配信された『スターライトステージ』用新曲「ストリート・ランウェイ」のM@STER VERSIONとカバー曲2曲を収録したシングル。
収録曲
1. ストリート・ランウェイ（M@STER VERSION）
歌：砂塚あきら（富田美憂）、早坂美玲（朝井彩加）、堀裕子（鈴木絵理）、多田李衣菜（青木瑠璃子）、二宮飛鳥（青木志貴）
作詞：烏屋茶房、作曲・編曲：石濱翔（MONACA）
  - ゲーム中でのユニット名は「ラピエサージュ」。

2. サラバ、愛しき悲しみたちよ
歌：島村卯月（大橋彩香）、渋谷凛（福原綾香）、本田未央（原紗友里）
作詞：岩里祐穂、作曲：布袋寅泰、カバーアレンジ：滝川龍聖
オリジナルアーティスト：ももいろクローバーZ
3. ピンキージョーンズ
歌：北条加蓮（渕上舞）、五十嵐響子（種﨑敦美）、高森藍子（金子有希）
作詞：村野直球、作曲：NARASAKI、カバーアレンジ：石垣遼真
オリジナルアーティスト：ももいろクローバー
4. ストリート・ランウェイ（M@STER VERSION）オリジナル・カラオケ
5. ストリート・ランウェイ（M@STER VERSION）砂塚あきらソロ・リミックス
歌：砂塚あきら（富田美憂）
6. ストリート・ランウェイ（M@STER VERSION）早坂美玲ソロ・リミックス
歌：早坂美玲（朝井彩加）
7. ストリート・ランウェイ（M@STER VERSION）堀裕子ソロ・リミックス
歌：堀裕子（鈴木絵理）
8. ストリート・ランウェイ（M@STER VERSION）多田李衣菜ソロ・リミックス
歌：多田李衣菜（青木瑠璃子）
9. ストリート・ランウェイ（M@STER VERSION）二宮飛鳥ソロ・リミックス
歌：二宮飛鳥（青木志貴）
10. ストリート・ランウェイ（GAME VERSION）
歌：砂塚あきら（富田美憂）、早坂美玲（朝井彩加）、堀裕子（鈴木絵理）、多田李衣菜（青木瑠璃子）、二宮飛鳥（青木志貴）

## 08 ラビューダ♡トライアングル
2022年9月21日発売。同年3月20日にゲーム内で配信された『スターライトステージ』用新曲「ラビューダ♡トライアングル」のM@STER VERSIONとソロ曲1曲を収録したシングル。
収録曲
1. ラビューダ♡トライアングル（M@STER VERSION）
歌：島村卯月（大橋彩香）、宮本フレデリカ（髙野麻美）、喜多日菜子（深川芹亜）
作詞：fumi、作曲・編曲：曽木琢磨（SUPA LOVE）
  - ゲーム中でのユニット名は「a mi manera」（アミマネラ）。

2. ハンドメイドスマイル
歌：関裕美（会沢紗弥）
作詞・作曲・編曲：出口遼
3. ラビューダ♡トライアングル（M@STER VERSION）オリジナル・カラオケ
4. ハンドメイドスマイル オリジナル・カラオケ
5. ラビューダ♡トライアングル（M@STER VERSION）島村卯月ソロ・リミックス
歌：島村卯月（大橋彩香）
6. ラビューダ♡トライアングル（M@STER VERSION）宮本フレデリカソロ・リミックス
歌：宮本フレデリカ（髙野麻美）
7. ラビューダ♡トライアングル（M@STER VERSION）喜多日菜子ソロ・リミックス
歌：喜多日菜子（深川芹亜）
8. ラビューダ♡トライアングル（GAME VERSION）
歌：島村卯月（大橋彩香）、宮本フレデリカ（髙野麻美）、喜多日菜子（深川芹亜）

## 09 New bright stars
2022年10月19日発売。同年4月2・3日にて開催された「THE IDOLM@STER CINDERELLA GIRLS 10th ANNIVERSARY M@GICAL WONDERLAND!!!」のテーマ曲「New bright stars」のM@STER VERSIONとソロ曲1曲を収録したシングル。
収録曲
1. New bright stars（M@STER VERSION）
歌：小日向美穂（津田美波）、浅利七海（井上ほの花）、桐生つかさ（河瀬茉希）、城ヶ崎美嘉（佳村はるか）、向井拓海（原優子）
作詞：eNu、作曲・編曲：設楽哲也
2. DELIGHT
歌：本田未央（原紗友里）
作詞・作曲・編曲：BNSI（渡辺量）
3. New bright stars（M@STER VERSION）オリジナル・カラオケ
4. DELIGHT オリジナル・カラオケ
5. New bright stars（M@STER VERSION）小日向美穂ソロ・リミックス
歌：小日向美穂（津田美波）
6. New bright stars（M@STER VERSION）浅利七海ソロ・リミックス
歌：浅利七海（井上ほの花）
7. New bright stars（M@STER VERSION）桐生つかさソロ・リミックス
歌：桐生つかさ（河瀬茉希）
8. New bright stars（M@STER VERSION）城ヶ崎美嘉ソロ・リミックス
歌：城ヶ崎美嘉（佳村はるか）
9. New bright stars（M@STER VERSION）向井拓海ソロ・リミックス
歌：向井拓海（原優子）
10. New bright stars（GAME VERSION）
歌：小日向美穂（津田美波）、浅利七海（井上ほの花）、桐生つかさ（河瀬茉希）、城ヶ崎美嘉（佳村はるか）、向井拓海（原優子）

## 10 まほうのまくら
2022年11月9日発売。同年4月15日にゲーム内で配信された『スターライトステージ』用新曲「まほうのまくら」のM@STER VERSIONとソロ曲2曲を収録したシングル。ソロ・リミックスは台詞部分がそれぞれ異なっている他、遊佐こずえソロは歌詞がキャラクタ設定に合わせてすべてひらがなになっている。
収録曲
1. まほうのまくら（M@STER VERSION）
歌：双葉杏（五十嵐裕美）、遊佐こずえ（花谷麻妃）
作詞・作曲・編曲：山本真央樹（TRYTONELABO）
  - ゲーム中でのユニット名は「ららりる」。

2. Arrowhead
歌：多田李衣菜（青木瑠璃子）
作詞：ミズノゲンキ、作曲・編曲：睦月周平
3. Bullet Ride
歌：木村夏樹（安野希世乃）
作詞：ミズノゲンキ、作曲・編曲：設楽哲也
4. まほうのまくら（M@STER VERSION）オリジナル・カラオケ
5. Arrowhead オリジナル・カラオケ
6. Bullet Ride オリジナル・カラオケ
7. まほうのまくら（M@STER VERSION）遊佐こずえソロ・リミックス
歌：遊佐こずえ（花谷麻妃）
8. まほうのまくら（M@STER VERSION）双葉杏ソロ・リミックス
歌：双葉杏（五十嵐裕美）
9. まほうのまくら（GAME VERSION）
歌：双葉杏（五十嵐裕美）、遊佐こずえ（花谷麻妃）

## 11 メモリーブロッサム
2022年12月14日発売。同年4月29日にゲーム内で配信された『スターライトステージ』用新曲「メモリーブロッサム」のM@STER VERSIONとソロ曲1曲を収録したシングル。
収録曲
1. メモリーブロッサム（M@STER VERSION）
歌：西園寺琴歌（安齋由香里）、白菊ほたる（天野聡美）、高森藍子（金子有希）、五十嵐響子（種﨑敦美）、水本ゆかり（藤田茜）
作詞：高瀬愛虹、作曲：BNSI（Yoshi）、編曲：川田瑠夏
  - ゲーム中でのユニット名は「フェスタ・フェリーチェ」。

2. ネコドル☆オーバー・ザ・ワールド
歌：前川みく（高森奈津美）
作詞：夕野ヨシミ（IOSYS）、作曲・編曲：ARM（IOSYS）
3. メモリーブロッサム（M@STER VERSION）オリジナル・カラオケ
4. ネコドル☆オーバー・ザ・ワールド オリジナル・カラオケ
5. メモリーブロッサム（M@STER VERSION）西園寺琴歌ソロ・リミックス
歌：西園寺琴歌（安齋由香里）
6. メモリーブロッサム（M@STER VERSION）白菊ほたるソロ・リミックス
歌：白菊ほたる（天野聡美）
7. メモリーブロッサム（M@STER VERSION）高森藍子ソロ・リミックス
歌：高森藍子（金子有希）
8. メモリーブロッサム（M@STER VERSION）五十嵐響子ソロ・リミックス
歌：五十嵐響子（種﨑敦美）
9. メモリーブロッサム（M@STER VERSION）水本ゆかりソロ・リミックス
歌：水本ゆかり（藤田茜）
10. メモリーブロッサム（GAME VERSION）
歌：西園寺琴歌（安齋由香里）、白菊ほたる（天野聡美）、高森藍子（金子有希）、五十嵐響子（種﨑敦美）、水本ゆかり（藤田茜）

## 12 No One Knows
2023年1月11日発売。2022年5月30日にゲーム内で配信された『スターライトステージ』用新曲「No One Knows」のM@STER VERSIONとカバー曲2曲を収録したシングル。
収録曲
1. No One Knows（M@STER VERSION）
歌：八神マキノ（二ノ宮ゆい）、速水奏（飯田友子）、荒木比奈（田辺留依）、北条加蓮（渕上舞）
作詞・作曲・編曲：AJURIKA
  - ゲーム中でのユニット名は「∫nTegrαl」（インテグラル）。

2. ニッポン笑顔百景
歌：鷹富士茄子（森下来奈）、道明寺歌鈴（新田ひより）、依田芳乃（高田憂希）
作詞・作曲：前山田健一、カバーアレンジ：坪田修平（TRYTONELABO）
オリジナルアーティスト：桃黒亭一門（ももいろクローバーZ）
3. Alchemy
歌：一ノ瀬志希（藍原ことみ）
作詞・作曲：麻枝准、カバーアレンジ：錦織孝宏
オリジナルアーティスト：Girls Dead Monster
4. No One Knows（M@STER VERSION）オリジナル・カラオケ
5. No One Knows（M@STER VERSION）八神マキノソロ・リミックス
歌：八神マキノ（二ノ宮ゆい）
6. No One Knows（M@STER VERSION）速水奏ソロ・リミックス
歌：速水奏（飯田友子）
7. No One Knows（M@STER VERSION）荒木比奈ソロ・リミックス
歌：荒木比奈（田辺留依）
8. No One Knows（M@STER VERSION）北条加蓮ソロ・リミックス
歌：北条加蓮（渕上舞）
9. No One Knows（GAME VERSION）
歌：八神マキノ（二ノ宮ゆい）、速水奏（飯田友子）、荒木比奈（田辺留依）、北条加蓮（渕上舞）

## 13 チカラ！イズ！ぱわー!!
2023年3月1日発売。2022年6月19日にゲーム内で配信された『スターライトステージ』用新曲「チカラ！イズ！ぱわー!!」のM@STER VERSIONとカバー曲2曲を収録したシングル。
収録曲
1. チカラ！イズ！ぱわー!!（M@STER VERSION）
歌：日野茜（赤﨑千夏）、堀裕子（鈴木絵理）
作詞：八城雄太、作曲・編曲：山崎真吾
  - ゲーム中でのユニット名は「サイキックヒーツ」。

2. 恋愛サーキュレーション
歌：白菊ほたる（天野聡美）
作詞：meg rock、作曲：神前暁
オリジナルアーティスト：千石撫子（花澤香菜）
3. ココ☆ナツ
歌：的場梨沙（集貝はな）、龍崎薫（春瀬なつみ）、遊佐こずえ（花谷麻妃）、佐々木千枝（今井麻夏）
作詞・作曲：前山田健一、カバーアレンジ：滝川龍聖
オリジナルアーティスト：ももいろクローバー
4. チカラ！イズ！ぱわー!!（M@STER VERSION）オリジナル・カラオケ
5. チカラ！イズ！ぱわー!!（M@STER VERSION）日野茜ソロ・リミックス
歌：日野茜（赤﨑千夏）
6. チカラ！イズ！ぱわー!!（M@STER VERSION）堀裕子ソロ・リミックス
歌：堀裕子（鈴木絵理）
7. チカラ！イズ！ぱわー!!（GAME VERSION）
歌：日野茜（赤﨑千夏）、堀裕子（鈴木絵理）

## 14 ささのはに、うたかたに。
2023年3月29日発売。2022年6月29日にゲーム内で配信された『スターライトステージ』用新曲「ささのはに、うたかたに。」のM@STER VERSIONとカバー曲1曲を収録したシングル。
収録曲
1. ささのはに、うたかたに。（M@STER VERSION）
歌：鷺沢文香（M・A・O）、佐城雪美（中澤ミナ）、鷹富士茄子（森下来奈）、小早川紗枝（立花理香）、藤原肇（鈴木みのり）
作詞・作曲・編曲：ウツミタカアキ
  - ゲーム中でのユニット名は「夕星灯（ゆうづつひ）」。

2. SHINY DAYS
歌：藤原肇（鈴木みのり）
作詞：永塚健登、作曲：新田目翔 、カバーアレンジ：坪田修平（TRYTONELABO）
オリジナルアーティスト：亜咲花
3. ささのはに、うたかたに。（M@STER VERSION）オリジナル・カラオケ
4. ささのはに、うたかたに。（M@STER VERSION）鷺沢文香ソロ・リミックス
歌：鷺沢文香（M・A・O）
5. ささのはに、うたかたに。（M@STER VERSION）佐城雪美ソロ・リミックス
歌：佐城雪美（中澤ミナ）
6. ささのはに、うたかたに。（M@STER VERSION）鷹富士茄子ソロ・リミックス
歌：鷹富士茄子（森下来奈）
7. ささのはに、うたかたに。（M@STER VERSION）小早川紗枝ソロ・リミックス
歌：小早川紗枝（立花理香）
8. ささのはに、うたかたに。（M@STER VERSION）藤原肇ソロ・リミックス
歌：藤原肇（鈴木みのり）
9. ささのはに、うたかたに。（GAME VERSION）
歌：鷺沢文香（M・A・O）、佐城雪美（中澤ミナ）、鷹富士茄子（森下来奈）、小早川紗枝（立花理香）、藤原肇（鈴木みのり）

## 15 サマーサイダー
2023年4月5日発売。2022年7月20日にゲーム内で配信された『スターライトステージ』用新曲「サマーサイダー」のM@STER VERSIONとカバー曲1曲を収録したシングル。
収録曲
1. サマーサイダー（M@STER VERSION）
歌：久川颯（長江里加）、乙倉悠貴（中島由貴）
作詞・作曲・編曲：鶴﨑輝一
  - ゲーム中でのユニット名は「Sola-iris（ソラリス）」。

2. うまぴょい伝説
歌：片桐早苗（和氣あず未）、多田李衣菜（青木瑠璃子）、緒方智絵里（大空直美）
作詞・作曲・編曲：本田晃弘（Cygames）
オリジナルアーティスト：ウマ娘
3. サマーサイダー（M@STER VERSION）オリジナル・カラオケ
4. サマーサイダー（M@STER VERSION）久川颯ソロ・リミックス
歌：久川颯（長江里加）
5. サマーサイダー（M@STER VERSION）乙倉悠貴ソロ・リミックス
歌：乙倉悠貴（中島由貴）
6. サマーサイダー（GAME VERSION）
歌：久川颯（長江里加）、乙倉悠貴（中島由貴）

## 16 ギョーてん！しーわーるど！
2023年5月17日発売。2022年7月30日にゲーム内で配信された『スターライトステージ』用新曲「ギョーてん！しーわーるど！」のM@STER VERSIONとカバー曲2曲を収録したシングル。
収録曲
1. ギョーてん！しーわーるど！（M@STER VERSION）
歌：浅利七海（井上ほの花）・前川みく（高森奈津美）・市原仁奈（久野美咲）・棟方愛海（藤本彩花）・龍崎薫（春瀬なつみ）
作詞・作曲・編曲：宮崎誠
  - ゲーム中でのユニット名は「まりんぱ」。

2. 徒然モノクローム
歌：浅利七海（井上ほの花）
作詞：加藤慎一、作曲：山内総一郎、カバーアレンジ：坪田修平（TRYTONELABO）
オリジナルアーティスト：フジファブリック
3. ワニとシャンプー
歌：大槻唯（山下七海）、藤本里奈（金子真由美）、城ヶ崎美嘉（佳村はるか）
作詞・作曲：前山田健一、カバーアレンジ：滝川龍聖
オリジナルアーティスト：ももいろクローバーZ
4. ギョーてん！しーわーるど！（M@STER VERSION）オリジナル・カラオケ
5. ギョーてん！しーわーるど！（M@STER VERSION）浅利七海ソロ・リミックス
歌：浅利七海（井上ほの花）
6. ギョーてん！しーわーるど！（M@STER VERSION）前川みくソロ・リミックス
歌：前川みく（高森奈津美）
7. ギョーてん！しーわーるど！（M@STER VERSION）市原仁奈ソロ・リミックス
歌：市原仁奈（久野美咲）
8. ギョーてん！しーわーるど！（M@STER VERSION）棟方愛海ソロ・リミックス
歌：棟方愛海（藤本彩花）
9. ギョーてん！しーわーるど！（M@STER VERSION）龍崎薫ソロ・リミックス
歌：龍崎薫（春瀬なつみ）
10. ギョーてん！しーわーるど！（GAME VERSION）
歌：浅利七海（井上ほの花）・前川みく（高森奈津美）・市原仁奈（久野美咲）・棟方愛海（藤本彩花）・龍崎薫（春瀬なつみ）

## 17 廻談詣り
2023年6月14日発売。2022年8月19日にゲーム内で配信された『スターライトステージ』用新曲「廻談詣り」のM@STER VERSIONとソロ曲1曲、カバー曲1曲を収録したシングル。
収録曲
1. 廻談詣り（M@STER VERSION）
歌：依田芳乃（高田憂希）、白坂小梅（桜咲千依）
作詞：ミズノゲンキ、作曲・編曲：睦月周平
  - ゲーム中でのユニット名は「かくりよがたり」。

2. 大阪タコちゃんラブちゃん
歌：難波笑美（伊達朱里紗）
作詞：fumi、作曲・編曲：小野貴光
3. フィクション
歌：荒木比奈（田辺留依）
作詞・作曲：片岡健太、カバーアレンジ：石垣遼真
オリジナルアーティスト：sumika
4. 廻談詣り（M@STER VERSION）オリジナル・カラオケ
5. 大阪タコちゃんラブちゃん オリジナル・カラオケ
6. 廻談詣り（M@STER VERSION）依田芳乃ソロ・リミックス
歌：依田芳乃（高田憂希）
7. 廻談詣り（M@STER VERSION）白坂小梅ソロ・リミックス
歌：白坂小梅（桜咲千依）
8. 廻談詣り（GAME VERSION）
歌：依田芳乃（高田憂希）、白坂小梅（桜咲千依）